# Listă de documentare Star Trek
Aceasta este o listă de documentare despre universul Star Trek în ordine cronologică:
- 1997 - Trekkies - este regizat de Roger Nygard și prezintă fanii devotați ai universului lui Gene Roddenberry, Star Trek.[1] Este primul film lansat de Paramount Vantage, cunoscut acum ca Paramount Classics. Denise Crosby apare în acest film (cunoscută pentru rolul șef al securității  Tasha Yar din primul sezon Star Trek: The Next Generation).[2][3][4]

- 2004 - Mind Meld[5][6] Este regizat de Peter Jaysen. William Shatner și Leonard Nimoy discută despre universul Star Trek și impactul pe care l-a acut asupra vieților acestora; este narat de Billy West

- 2004 - Trekkies 2[7][8][9] - este continuarea filmului Trekkies din 1997. Este regizat de Roger Nygard, cu Denise Crosby în rolul său. Prezintă mai ales fanii din Europa ai universului Star Trek precum și formații rock din Sacramento, California cu tematică Star Trek.[10]

- 2005 - How William Shatner Changed the World[11]. Este cunoscut ca How Techies Changed the World with William Shatner în Europa, Asia și Australia. William Shatner  este gazda acestui documentar TV de 2 ore. Prima oră prezintă seria originală Star Trek  și ideile pe care le-a avut Gene Roddenberry cu privire la viitorul călătoriilor în spațiul cosmic.  Prezintă viața lui Marc D. Rayman, inginerul șef de la Jet Propulsion Laboratory - NASA , și arată modul în care Dr. Rayman a devenit interesat de propulsia din universul Star Trek. Este prezentă apoi viața lui Martin Cooper, inginerul șef de la Motorola, cel care a inventat telefonul mobil inspirat de „comunicatorul” din Star Trek. Documentarul explorează modul în care Star Trek a popularizat noțiunea de computer personal ușor de utilizat și modul în care fanul Star Trek Ed Roberts a inventat primul calculator personal pentru acasă, Altair 8800, numit după sistemul solar Altair (Altair 6) care apare în episodul original „Amok Time”.  Acest lucru a făcut ca Bill Gates să scrie un limbaj de programare BASIC pentru Altair și să fondeze Microsoft.

- 2008 - Star Trek: Beyond the Final Frontier[12] - regia John Logsdon. Documentarul prezintă istoria de 40 de ani a universului Star Trek și o licitație a recuzitei Star Trek organizată de Paramount Pictures la casa de licitații Christie's din New York City.
- 2011 - Trek Nation[13][14] Regizat de Scott Colthorp, narat de Rod Roddenberry, fiul lui Gene Roddenberry și al actriței Majel Barrett. Prezintă modul în care universul Star Trek și creatorul său Gene Roddenberry au influențat pozitiv viețile multor oameni, totul așa cum se vede prin ochii fiului său, Rod. Pe lângă numeroase interviuri cu membrii ai distribuției și cu echipele de producție ale celor cinci seriale TV Star Trek, Rod îi ia un interviu și lui George Lucas la ferma sa Skywalker pentru a discuta influența pe care Star Trek a avut-o asupra lui Lucas. Acesta mergea la convenții Star Trek înainte de a crea universul Star Wars (Războiul stelelor).  Este creat ca o antiteză a documentarului Trekkies  din 1997 deoarece nu se concentrează foarte mult asupra fanilor costumați ai universului Star Trek.[15]

- 2011 - The Captains[16][17] - regia William Shatner. Este prezentat de actorul William Shatner și conține interviuri cu ceilalți actori care au portretizat căpitani stelari în universul Star Trek: Scott Bakula (care l-a interpretat pe Jonathan Archer în Star Trek: Enterprise).  Avery Brooks (care l-a interpretat pe  Benjamin Sisko în Star Trek: Deep Space Nine),  Kate Mulgrew (care l-a interpretat pe  Kathryn Janeway în Star Trek: Voyager), Chris Pine (care l-a interpretat pe  James T. Kirk în ultimele filme Star Trek),  Sir Patrick Stewart (care l-a interpretat pe  Jean-Luc Picard în Star Trek: The Next Generation)[18][19]

- 2014 - To Be Takei - este produs și regizat de Jennifer M. Kroot.[20][21][22][23]

- 2016 - For the Love of Spock[24] - este regizat de  Adam Nimoy și narat de Zachary Quinto. Filmul prezintă viața și cariera actorului Leonard Nimoy,[25] și personajul său iconic Mr. Spock.[26] Conține interviuri cu distribuția, membrii echipei de producție și alte persoane care au legătură cu universul Star Trek, fani la convenții și memorii personale.